# Contente mens
De Contente mens is een beeldje van Richard Bertels uit ca. 1957. Het bevindt zich in het centrum van de Nederlandse plaats Eersel, in de Kempen, op de Markt bij de Mariakapel onder de oude boterlinde.

## Symbool
Het beeldje van de "Contente mens" is het symbool geworden voor de Kempische volksaard. De Kempenaar moest vroeger hard werken voor weinig geld. Hij klaagde echter niet, was tevreden met het weinige wat men had en nam het leven zoals het was. Nog steeds geniet men in de Kempen van al de goede dingen des levens en is men uitermate "content".
De Contente Mens

Hij is niet tegen het nieuwe,

niet tegen de vooruitgang,

niet tegen de aardse geneugten

doch is tegelijk levenswijs.

Het leven zowel als zijn aard maakte

hem enigermate filosofisch berustend.

Hij laat zich niets wijsmaken,

verwacht niet te veel,

doch verheugt zich over het goede om hem heen

en dat alles vormt zijn tevreden zijn, zijn content zijn.
Aldus de tekst op menig ansichtkaart.

### Achtergronden van de Kempische mens
De beeltenis van een rond boertje met een pet op, de handen op de rug, de blik niet fier voorwaarts gericht, maar eerder kalmpjes ondergedompeld in een soort oneindig niets. Van deze contente mens bestaan kleine replica's voor op de schoorsteen, die bij feestelijke gelegenheden in het Brabantse land met name aan bezoekers van boven de grote rivieren worden geschonken.
Het menneke staat namelijk symbool voor de beroemde gemoedelijkheid van de Brabander: een tevreden mens, die blij is met wat hij heeft, en dat hoeft in materieel opzicht niet veel te zijn. Want de Brabander, en zeker de Kempenaar, was van oudsher gewend aan armoede. Niet zomaar armoede, maar bittere armoede: handelsbelemmeringen, kleine boerenbedrijfjes, uiterst schrale zandgrond, gebrek aan mest door gebrek aan vee. Die onverstoorbaarheid van dat mannetje, dat zich zomaar lijkt te schikken in zijn schamele lot, heeft tegelijkertijd ook iets stuitends. Was er geen woede, geen verzet, geen strijd om een beter bestaan? Was die mens, braaf gehouden door meneer pastoor, zoals dat vroeger in de overwegend rooms-katholieke Kempen zeer gebruikelijk was, wel zo content? Hier in de Kempen was iedereen arm, daarom verdroeg men de armoede hier beter dan bijvoorbeeld in de Meierij van 's-Hertogenbosch. Daar, in de Meierij, was het contrast tussen de rijkdom van de vele landgoedeigenaren en de landarbeiders groot en schrijnend. Die had je in de Kempen, het huidige Zuidoost-Brabant, eigenlijk niet of nauwelijks.
Pas na 1900, na de komst van de kunstmest, kon er in deze streek begonnen worden met grootschalige ontginning van de heidegronden. Indien je de kaart bekijkt van Eersel en omgeving rond 1840, zie je een en al uitgestrekt paars, heidegebied dus, waar nu nog een schaars plukje van over is. Weliswaar zijn er - naast landbouwgrond - gedeeltelijk bossen voor in de plaats gekomen. Maar in die tijd was het een grote stille heide met hier en daar een zandverstuiving, moerassen, vennetjes en de beemden met een enkel riviertje zoals de Dommel en haar zijbeekjes zoals de Keersop, of zoals bij Eersel het beekje de Diepreitsche Waterloop en de Run.

## Geschiedenis
Het beeldje werd in eerste instantie geplaatst op het binnenplein van het oude gemeentehuis, dat in 1956-1957 door de gemeente Eersel werd gebouwd aan de Markt. Het werd plechtig onthuld in de patio van het gemeentehuis door Tweede Kamerlid H. van der Zanden. Inspiratie voor dit beeldje was het Contente Menslied, dat door dorpsonderwijzer Piet Kwinten werd geschreven als het gedicht In Eersel is een mens content. Hij schreef dit gedicht bij het verschijnen van het boek Vrijheid aan de Run van fotograaf Martien Coppens met teksten van Jacques van Sambeeck. Dit was ter gelegenheid van het 300-jarig gebruik van de Maria-kapel als gemeentehuis. De opdracht om het beeld te vervaardigen werd aan beeldhouwer Richard Bertels gegeven, die als opzichter van architect C. de Bever toezicht hield bij het in aanbouw zijnde gemeentehuis.
Nu werd er ook iemand gezocht, een typisch Kempische mens, die model kon staan voor die figuur; de beeltenis van de ‘Contente mens’. Deze werd door de secretaris H. Goossens gevonden in de 85-jarige Jantje Mollen. Jantje Mollen was een voormalige boer die tot 1933 op de Vlasberg in Duizel, vlak bij de Ouwe Tramhalte, zijn boerderij had gehad totdat deze werd overgenomen door zijn dochter Betje die met Piet van Heeswijk was getrouwd. Voor Jantje brak er een rustigere tijd aan welke hij vooral besteedde aan het rondwandelen door het dorp waarbij hij met iedereen een praatje maakte. Steevast begon hij over het weer en vroeg dan aan de voorbijganger waar men naartoe onderweg was. Blijkbaar maakt hij daarbij geen onderscheid of hij deze persoon kende. Jantje werd op deze wijze voor iedereen bekend en haalde de respectabele leeftijd van 90 jaar en werd bij het gilde als erelid op grootse wijze gehuldigd. Iedereen was (net zoals Jantje zelf) ervan overtuigd dat hij zijn eeuwfeest zou meemaken, mits hij niet eerder zou worden overreden; zo werd hij weleens vermaand. Het was namelijk al verscheidene keren voorgekomen dat hij bij het oversteken van de vernieuwde provinciale weg, tot schrik van de automobilisten, midden op de weg stil bleef staan omdat hij uit nieuwsgierigheid iets stond te bekijken. Zijn antwoord op dat soort vermaningen was dan ‘Pas maar op, met jouw schenken gooi ik de walnoten nog uit de bomen.'
Hij won bij het Landjuweel in Helmond het uitgeloofde schild voor de oudste  deelnemer van een gilde die de optocht uitliep. Deze prijs werd hem door Mgr. Bekkers uitgereikt, waarbij de bisschop vernam dat Jantje uit Duizel kwam waarvan de toenmalige pastoor een klasgenoot van hem was geweest. Jantje moest pastoor Van Houtert de groeten doen en Mgr. Bekkers beloofde hem dat hij hem op zijn honderdjarige verjaardag persoonlijk zou komen feliciteren. Jantje zei daarop: 'Ja ja, als dat zou kunnen, zijn we er tenminste allebei nog!' Helaas overleed Jantje op 92-jarige leeftijd in 1962. De Bisschop had het echter ook niet kunnen meemaken; hij stierf 4 jaar later in 1966.

### In Eersel is ‘ne mens content
Lied/gedicht gemaakt door Piet Kwinten met muziek van Harry van Woerkum 1948
De Eerselse mannen die drinken zo gèèr.

‘ne goeie pot bier of ‘ne klare

ès z’ op z’n gemak zèn dan roke z’er bè

’n pijp èn ok grote sigare
Refrein:
In Eersel is ‘ne mens content

vio viola violier

want ès ge in dè dörpke bent

dan hedde veul plezier
De Eerselse mannen die bévèrte gèèr

dè’s iet dè ze allemal kenne

ze gan gèèr na Werbeek dan lope ze rèècht

mèr t’rug nie zo rèècht ès erhenne
De Eerselse vrauwkes die kèève zo gèèr

èn praote veul over ‘n ander

mèr ès ze in nood zèn dan helpe ze gèèr

ze helpe dan nuuver mekander
De Eerselse vrauwkes gan gèèr na de mèrt

heel vruug mee de körf aon d’n èrum

mèr wa z’er betaole dè is dik nog meer

ès thuis in de winkel ochèrum
De Eerslse mèskes zèn schon èn nie gruts

èn kuiere gèèr mee ‘ne vrijer

‘ne jonge van buite die wille ze wél

mèr ze zèn mee ‘nen Eerselse blijer
De Eerselse mensen die bidden ok gèèr

bè ’t beeldje van ’t Zuut Lieve Vrauwke

’t kapelleke zit hast d’n hillen dag vol

ge ziet ‘r hast altè e vrauwke

## Trivia
- In de Noord-Brabantse Kempen is een huifkarroute uitgezet die de Contente Mensroute heet.
- De Contente Mens was een programma van Omroep Brabant dat van 1977-1982 werd uitgezonden. Hierin vertelde Nol van Roesel in een soort streektaal verhalen over het fictieve dorp Gineind.
- In de jaren zeventig en tachtig organiseerde de middenstand ieder jaar de "Contente Mensdagen". Dit vond altijd plaats op de tweede zondag van september. De eerste editie was in 1976.
- In Brabant is het woord mens ook wel synoniem voor man.
- Jan “Bierings” Bierens (1872-1958), gehuwd met Paulina Kwinten (Eersel 24-08-1872 en + 18-01-1906), zou model gestaan hebben voor het beeld. Anderen beweerden later dat Jantje Mollen als model diende. Dit is onwaarschijnlijk gezien Jantje Mollen elders geboren is en dus geen echte Eerselaar was. Bovendien liep hij kaarsrecht.